# Acer Swift
Swift je rodina přenosných počítačů od tchajwanské korporace Acer; oproti standardu se notebooky Swift vyznačují lehčí a tenčí konstrukcí. Existují modelové řady Swift 1, Swift 3, Swift 5, Swift 7 a Swift X.
Swift 7, poháněnou mobilním dvoujádrem Intel Core i7, vypustili na berlínském veletrhu IFA 2016.